# 김기배
김기배(金杞培, 1936년 8월 9일~2021년 11월 8일)는 대한민국의 정치인이다. 제12·13·14·16대 국회의원을 지냈다. 1984년 민정당 상공담당 전문위원으로 근무하다가 전두환 전대통령의 부름을 받고 자기와 비슷하게 외모라는 이유로 20년 동안의 관료 생활을 접고 12대 국회의원으로 공천되었다는 일화가 전해진다. 17대 총선에서 한나라당 공천 탈락에 반발해 무소속 출마했으나 낙마했다.

## 학력
- 서울교동국민학교 졸업
- 경기중학교 졸업
- 경기고등학교 졸업
- 고려대학교 법과대학 법학 학사
- 한양대학교 대학원 외교안보전공 석사

## 약력
- 1977년~1980년: 공업진흥청 품질국 국장
- 1982년~1984년: 상공부 상역국 국장
- 1984년~1991년: 한국수출산업공단 이사장
- 1985년~1988년: 제12대 국회의원(민주정의당, 구로구)
- 1988년~1992년: 제13대 국회의원(민주정의당, 구로구 갑)
- 1992년~1996년: 제14대 국회의원(민주자유당, 구로구 갑)
- 2000년~2004년: 제16대 국회의원(한나라당, 구로구 갑)
- 2000년: 한나라당 사무총장
- 한국수출산업공단 이사장
- 백숭재단 이사장
- ~2017.2 : 새누리당 상임고문
- 2017.2~2020.2: 자유한국당 상임고문
- 2020.2~2020.9: 미래통합당 상임고문
- 2020.9~2021.11: 국민의힘 상임고문

## 역대 선거 결과
|  | 29.51% |

|  | 32.63% |

|  | 35.36% |

|  | 37.03% |

|  | 49.07% |

|  | 6.17% |

## 같이 보기
- 구로구 (선거구)
- 서울 구로구의 국회의원
- 구로구 갑